# Sealegs
«Sealegs» (Силегс) — серия амфибийных катеров, разработанных и выпускаемых в Новой Зеландии. Благодаря технологии раскладывающегося шасси, данные суда способны передвигаться не только по воде, но и самостоятельно выезжать на берег и двигаться по суше.

## Особенности и технические характеристики
Основная особенность катеров Sealegs — это наличие раскладывающихся шасси с гидравлическим приводом на колёса. При помощи трёх колес (два сзади и одно спереди) катер способен не только осуществлять переход с суши на воду и обратно, но ещё и пересекать мели и даже автономно передвигаться по суше, в том числе, по неровной поверхности, песку, глине, высокой траве, гравию и камням.
Для обеспечения передвижения по суше на катере установлен двухцилиндровый 4-тактный бензиновый двигатель воздушного охлаждения Honda мощностью 24 л. с. Он же вращает два задних колеса, оснащенных покрышками вездеходного типа, а управление передним колесом выполняется с рулевой стойки. В качестве дополнительной опции на катере можно установить гидроусилитель руля. Максимальная скорость катера, которую он способен развивать при движении по суше, составляет 15 км/ч.
Переход к водному режиму у амфибии происходит без каких-либо остановок. Как только уровень воды достаточен — можно включить основной движитель (подвесной мотор) и поднять шасси. С момента, когда колёса зафиксированы над водой, судно становится полноценным катером, выполняя все функции, присущие этому водному транспорту.
На воде амфибия способна развивать скорость до 80 км/ч. В качестве двигателя используется подвесной лодочный мотор с мощностью до 225 л. с. в зависимости от модификации..

## Представительство в России и странах бывшего СССР
Представителем Sealegs в России и странах бывшего СССР является холдинговая компания Логопром. С 2014 года ХК Логопром производит крупно-узловую сборку данных судов в Нижнем Новгороде.

## Факты

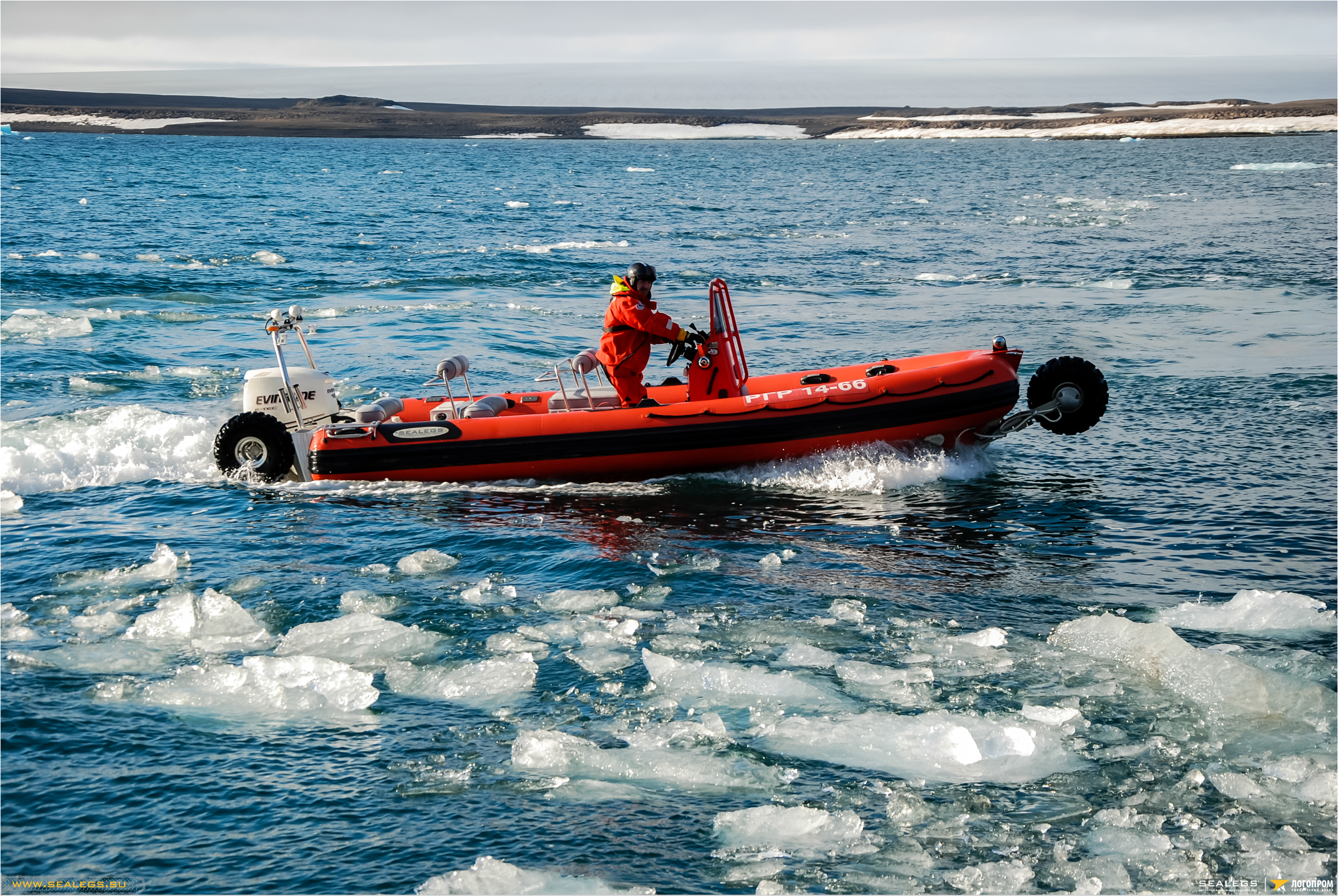
Амфибийный катер Sealegs 7.1 RIB на испытаниях в Арктике. Август 2013 года

- Во время поездки в Новую Зеландию в апреле 2014 года члены британской королевской семьи — герцог Кембриджский Уильям с супругой Кейт Миддлтон посетили посетили известную фирму по производству катеров Sealegs, которая подарила их сыну Георгу одну из последних своих разработок — мини катер-амфибию.[3]
- Летом 2013 года специалисты компании-официального представителя Sealegs в России — ХК «Логопром» провели испытания новозеландского катера-амфибии Sealegs 7.1 RIB в арктических широтах. Тестирование транспортного средства проходило на архипелаге Земля Франца-Иосифа в рамках международной научной экспедиции, организованной национальным парком «Русская Арктика». Основной задачей эксперимента стала проверка возможностей амфибии при работе в экстремальных условиях Крайнего Севера. В ходе испытаний было подтверждено, что судно может свободно перемещаться между островами Северного Ледовитого океана, перевозить грузы и людей, выходить из воды на участки каменистых берегов, самостоятельно передвигаться по характерной для данных территорий пересечённой местности. Кроме того, специалисты проверили стойкость судна к волнам и накату во время выхода на берег. Согласно заключению сотрудников национального парка «Русская Арктика», со всеми поставленными задачами амфибийный катер Sealegs 7.1 RIB справился успешно.[4]
- 30 апреля 2013 года[5] и 5 мая 2014 года[6] катера Sealegs принимали участие в совместных рейдах Рыбоохраны и Министерства экологии Нижегородской области в акватории Волги.
- 29 июля 2016 года под Нижним Новгородом на амфибийном катере Sealegs 7.1 RIB прошли съёмки клипа российской певицы Наталии Ивановой на песню «Наше лето» (музыка Татьяны Гуляевой, стихи Кирилла Савинова), режиссёр клипа — Антон Миронов[7].

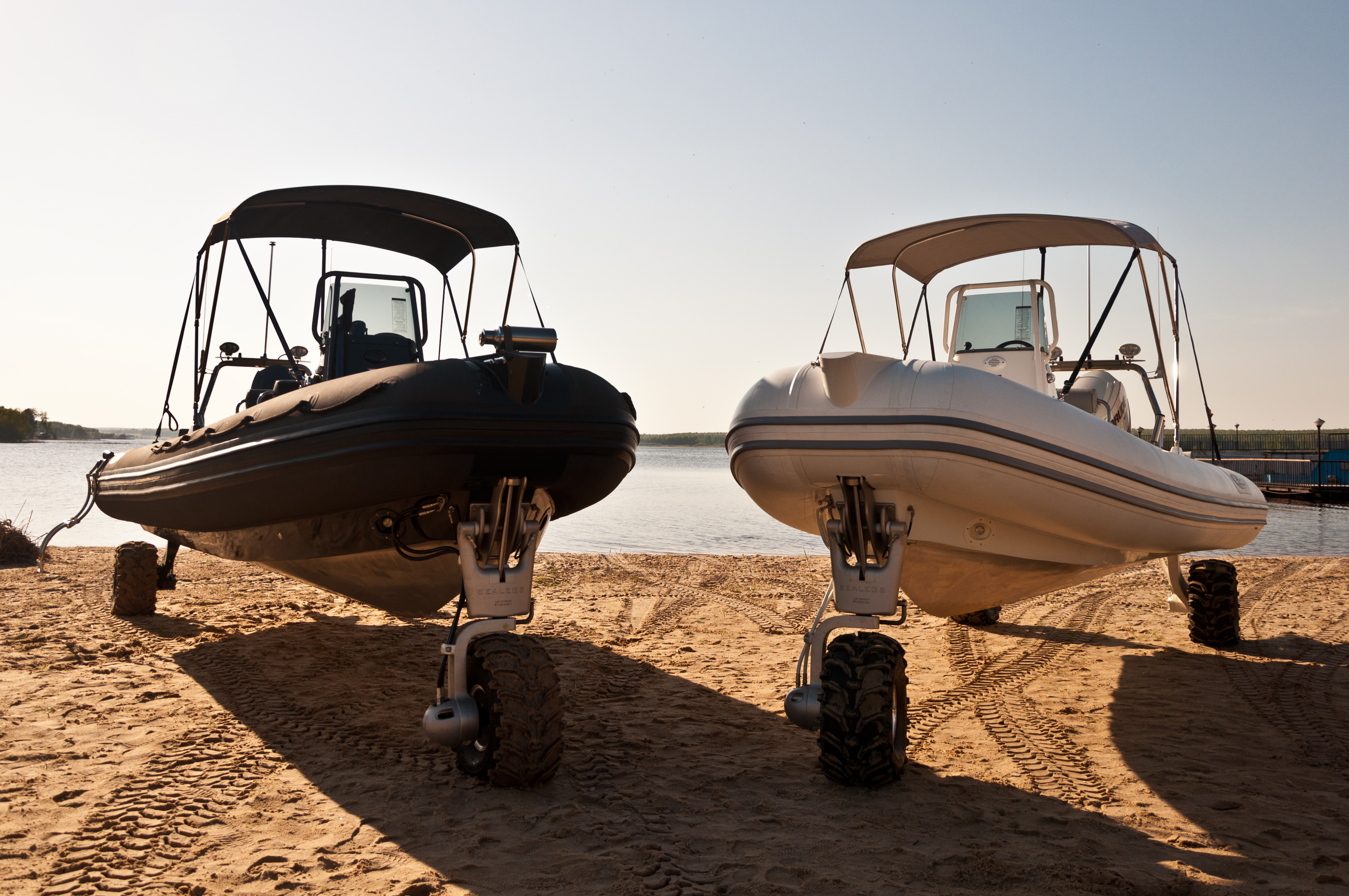
Катера-амфибии Sealegs
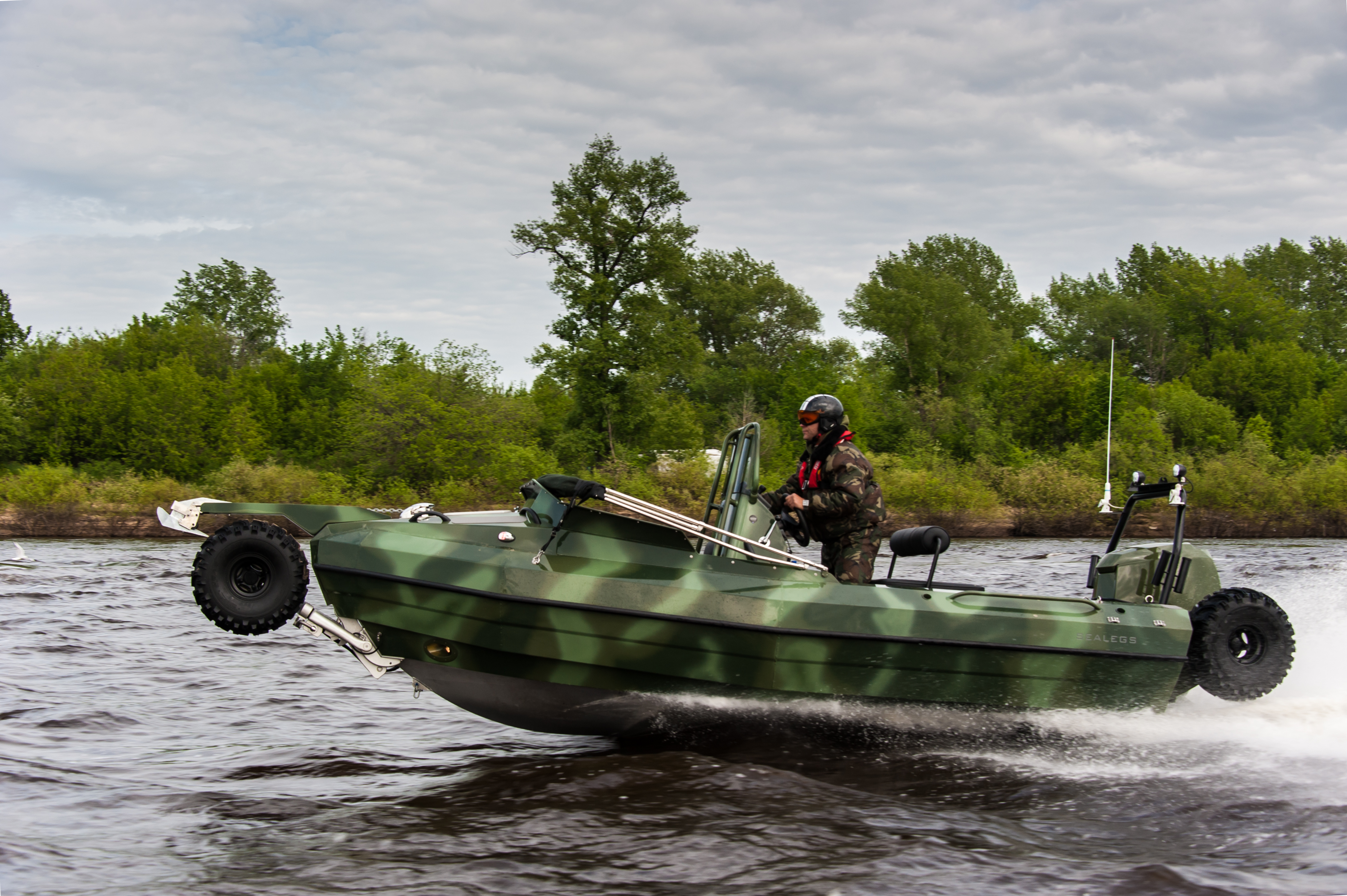
Катер-амфибия Sealegs в России.
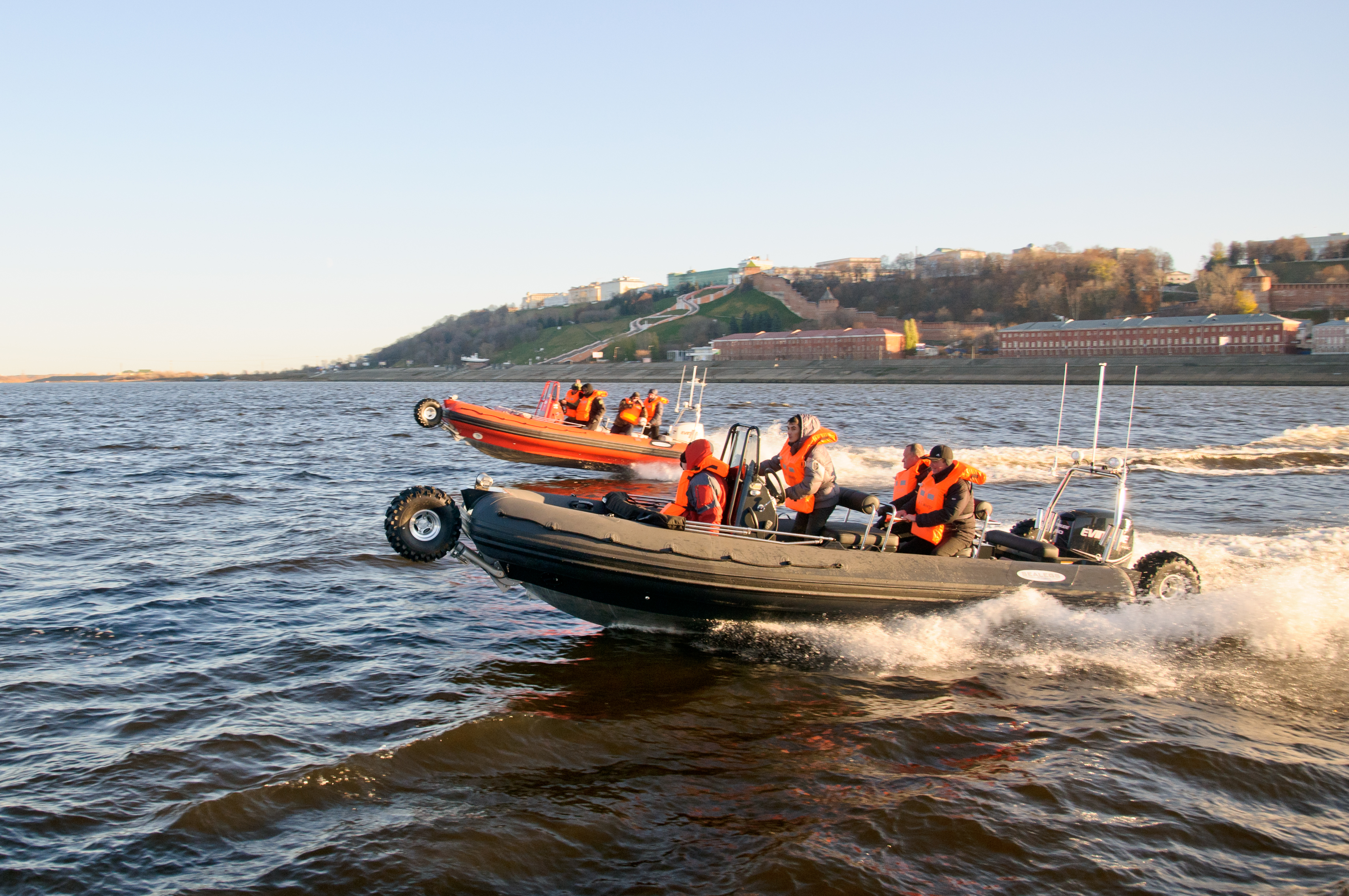
Новозеландские катера-амфибии Sealegs на Волге на фоне Нижнего Новгорода
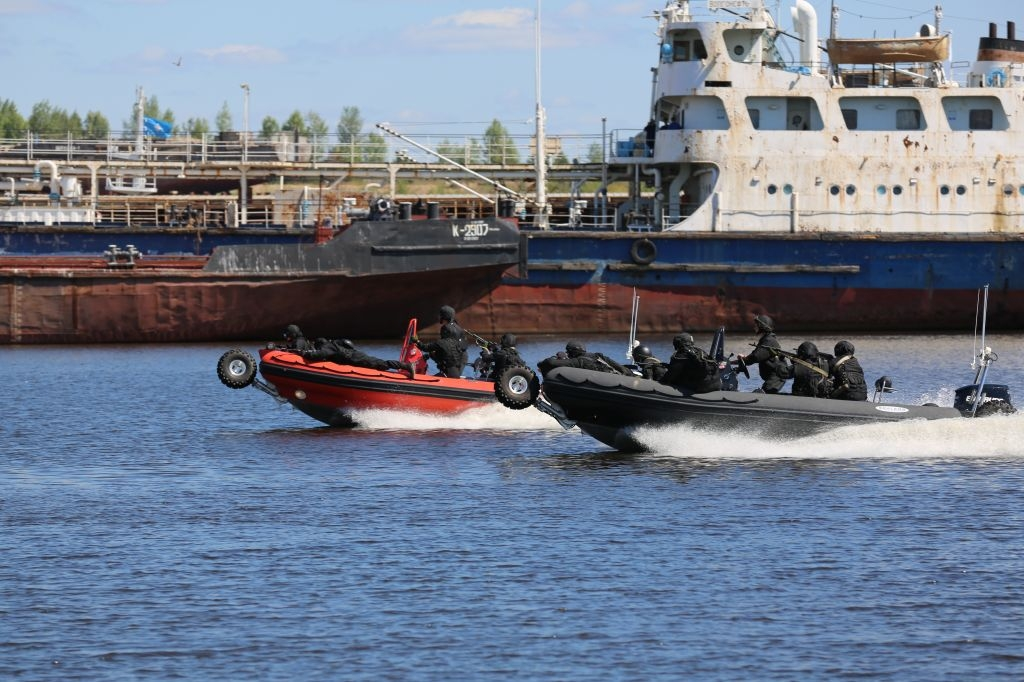
Катера-амфибии Sealegs в России. Участие в учениях спецслужб
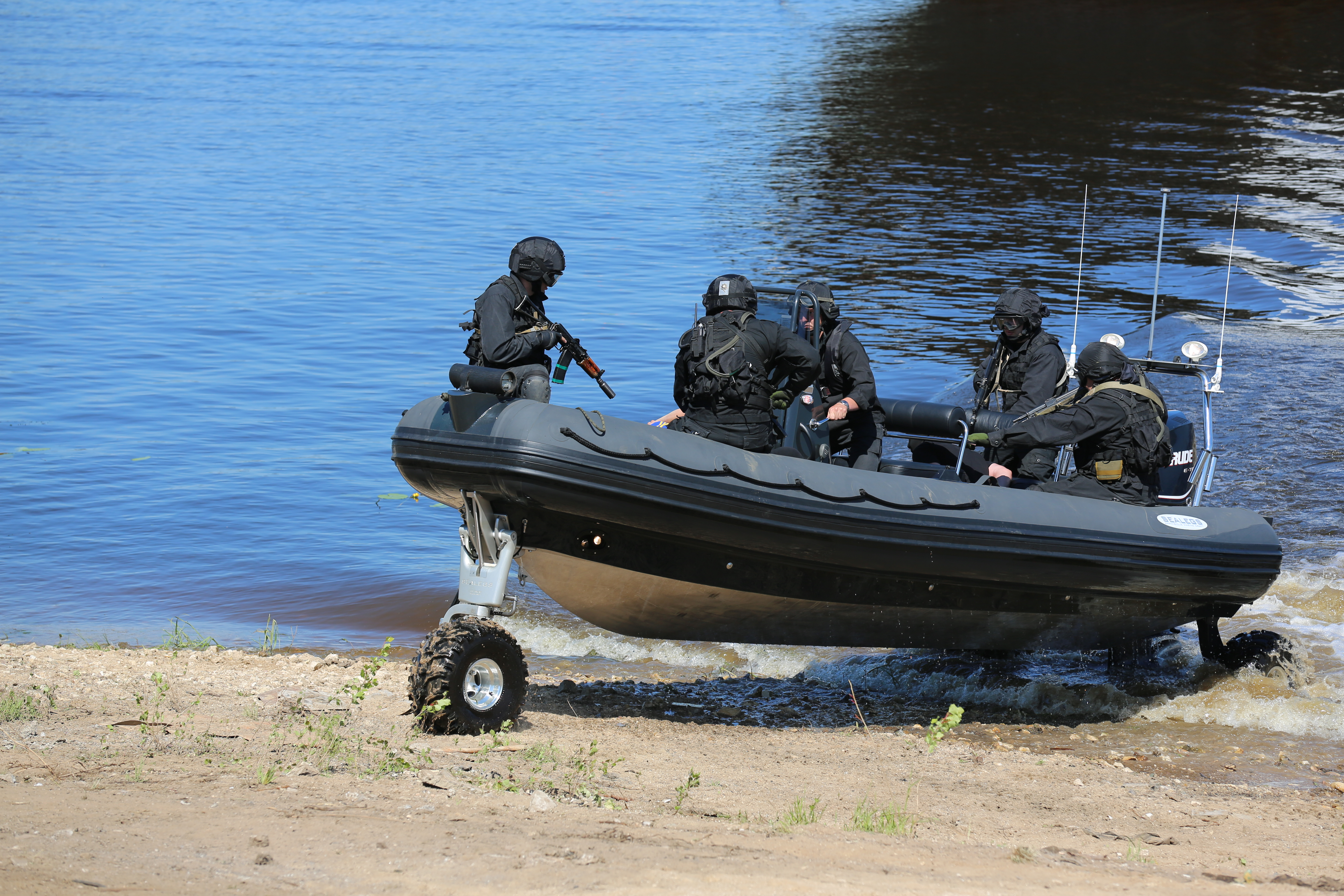
Катер-амфибия Sealegs в России. Участие в учениях спецслужб